# Space Shuttle Solid Rocket Booster
Space Shuttle Solid Rocket Booster (SRB) je pomocný vzletový raketový stupeň na tuhé pohonné látky, které jsou připevněny v páru k odhazovací nádrži ET na raketoplánu Space Shuttle. Rakety dodávají 71 % tahu pro vzlet.
Startovací stupně a jejich motory vyvinula a vyrábí firma Thiokol (nyní ATK Launch Systems Group, součást koncernu Alliant Techsystems, Inc.), Brigham City, UT (USA).

## Popis
Větší část každého ze startovacích stupňů SRB o délce 45,46 m, průměru 3,8 m a vzletové hmotnosti 590 tun (prázdná hmotnost 87 tun) tvoří raketový motor SRM (Solid Rocket Motor) spalující tuhé pohonné látky (směs tvořenou 12,04 % polybutadienakrylátu, 16,00 % práškového hliníku a 69,60 % chloristanu amonného; dále pak 0,40 % práškového oxidu železitého jako katalyzátoru a 1,96 % epoxidového vytvrzovače). Stavebně jsou motory tvořeny osmi segmenty, které jsou po dvojicích spojeny ve výrobním závodě a vzniklé čtyři části jsou po přepravě sestaveny dohromady až na kosmodromu. Horní segment obsahuje iniciační a zážehovou slož, ke spodnímu je připojena vychylovatelná ablativně chlazená expanzní tryska (expanzní poměr 1:11,3, vychylovatelnost 8°). Doba činnosti motorů SRB, daná pevně množstvím pohonné látky, je přibližně 120 sekund. Každý z motorů SRB v okamžiku vzletu raketoplánu vyvíjí tah 11,8 MN. Průřez středového kanálu palivového zrna má tvar jedenácticípé hvězdy; po ohoření cípů, zhruba v T+50 s po startu, se tah motoru samovolně snižuje. 

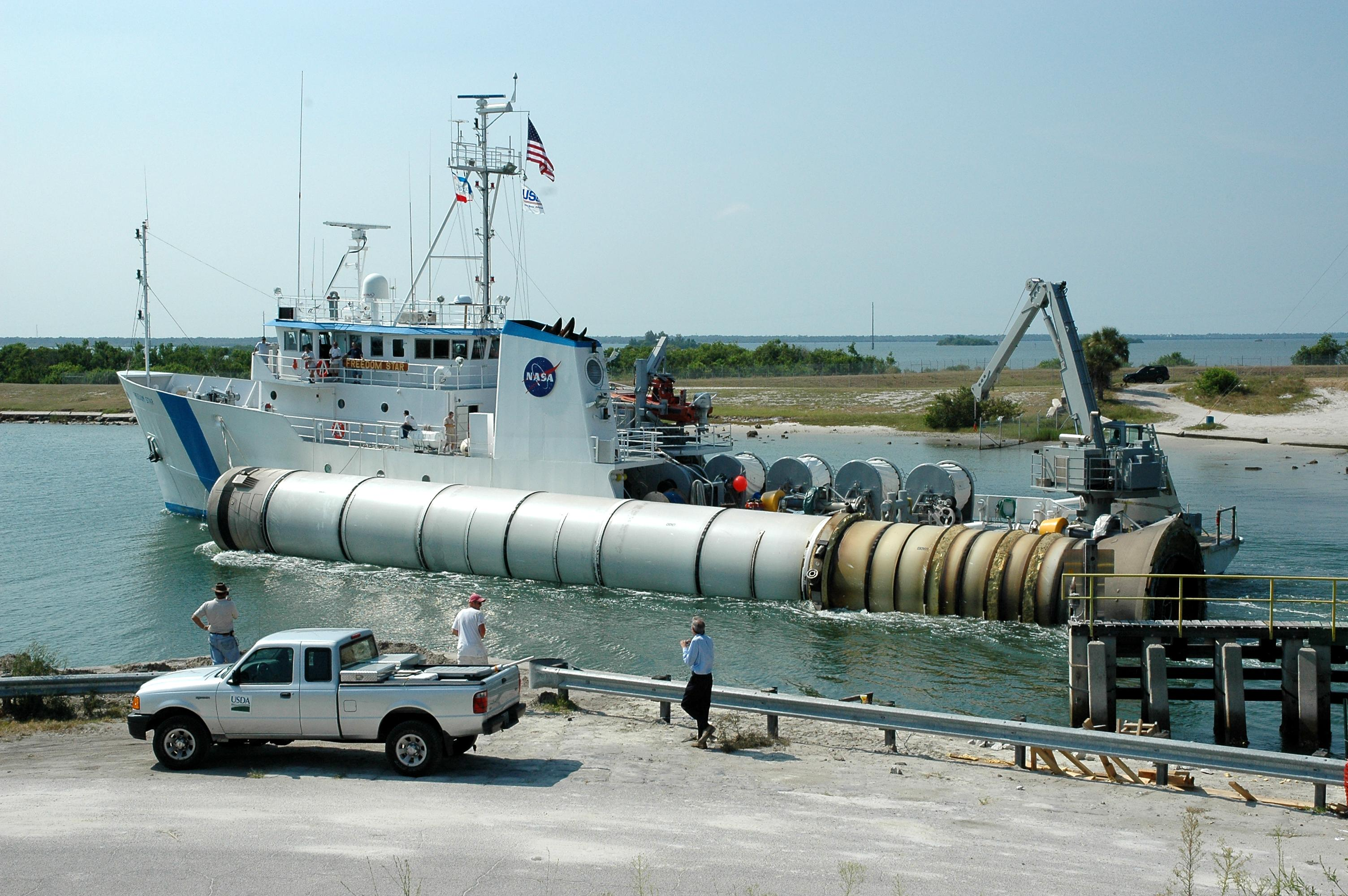
Solid rocket booster dopravovaný po použití zpět na Cape Canaveral

Na povrchu spalovací komory SRM jsou lineární nálože, které jsou v případě havárie raketoplánu během startu odpáleny, spalovací komoru rozpůlí a tím ukončí funkci motoru, aby nedopadl do obydlených míst.
Nad horním segmentem je pod kuželovým aerodynamickým krytem umístěna část řídicí elektroniky a padákový systém, umožňující bezpečné snesení vypotřebovaných motorů na mořskou hladinu. Další část elektroniky je umístěna v prostoru kolem expanzní trysky, kde je také umístěno turbočerpadlo hydrauliky pro vychylování trysky motoru. V horním i spodním přístrojovém úseku jsou také umístěny vždy čtveřice malých raketových motorů pro rychlé oddělení SRB od odhazovací nádrže ET.
Stupně SRB jsou z boku připojeny k odhazovací nádrži ET prostřednictvím tří trubkových konstrukcí, jedné v přední a dvou v zadní části SRB. 
Po dokončení práce SRM ve výši 45 km se výbušnými šrouby oddělí spoje s nádrží ET a zažehnou se dvě čtveřice pomocných raketových motorů které SRB vzdálí do bezpečné vzdálenosti od raketoplánu. SRB setrvačností vystoupají do výše kolem 66 km. Poté se volným pádem vracejí k zemi, Přibližně 225 s po oddělení od ET ve výši 4,8 km se na povel barorelé odhodí přední aerodynamický kryt a vypustí se výtažný a poté i stabilizační padák o průměru 16,6 m. Ve výši 1,8 km se odhodí stabilizační padák a otevřou se tři hlavní padáky, každý o průměru 41,5 m. Ty zajistí přistání SRB rychlostí 25 m/s, přibližně 260 km od místa startu. Vzduch uvnitř spalovací komory zajistí, že se nepotopí. Poté jsou odvlečeny záchrannými loděmi do Port Canaveral a předány k demontáži a opětovnému naplnění tuhými pohonnými látkami. Předpokládá se jejich desetinásobné opakované použití.

## Havárie raketoplánu Challenger
Závada na těsnění mezi segmenty SRB byla příčinou havárie raketoplánu Challenger. 
Spoje mezi segmenty musí zajistit těsnost proti pronikání rozžhavených spalin. Jsou dvou typů: stálé, které jsou kompletovány už ve výrobním závodě a provozní, kompletované na kosmodromu. Spoj je těsněn nadvakrát: vnitřní tepelná izolace je zalita speciální tmelem a plášť má zvláštní spoj. Dolní část provozního spoje má na řezu tvar písmene U, do něhož zapadá vrchní část ve tvaru I. Uvnitř spoje na straně blíže k palivu jsou obě části těsněny dvojicí o-kroužků o průměru 3,66 m a tloušťce 6,4 mm. Při návrhu konstruktéři předpokládali, že tlakem plynů bude vnitřní rameno spodní části U přitlačováno k zapadající části vrchního segmentu. V praxi se ale ukázalo, že více se rozepíná slabší zapadající vrchní část. Těsnění, původně navržené na zatížení tlakem, muselo tedy vyrovnávat naopak rozpínání. Materiál těsnicích kroužků ale nebyl schopen dostatečně rychle reagovat při nízkých teplotách. To se stalo právě při tragickém startu Challengeru, který proběhl při mrazu −14 °C. Těsnicí kroužky při této teplotě nevyrovnaly rozpínání obalu a nezadržely tlak plynů, které pronikly izolačním tmelem.

## Budoucí využití
V roce 2005 NASA oznámila, že Orion bude na nízkou oběžnou dráhu a později na Měsíc a Mars vynášet nosná raketa Ares I, jejíž první stupeň bude tvořit upravený SRB a ve vyšších stupních budou použity upravené motory Rocketdyne J-2X.